# 埃博 (安哥拉)
11°0′S 14°40′E / 11.000°S 14.667°E
埃博（葡萄牙語：Ebo），是安哥拉的城鎮，位於該國西部，由南廣薩省負責管轄，東鄰塞拉，面積2,191平方公里，2006年該城鎮人口130,438，人口密度每平方公里60人。